# Agawam (Pocomtuc)
Agawam (Agawome, Nayusset). Pleme Algonquian Indijanaca koje je obitavalo kod današnjeg West Springfielda, i čije se glavno istoimeno selo nalazilo na Long Hillu, na području današnje savezne američke države Massachusetts. Ovi Indijanci ne smiju se pobrkati s druga dva Agawam plemena, jedno je živjelo kod današnjeg Ipswicha i pripadalo je plemenskom savezu Pennacook. Drugo Agawam pleme pripadalo je savezu Wampanoag, a živjeli su kod današnjeg Warehama.
Pleme Agawam kod Springfielda, u okrugu Hampden,  pripadalo je savezu Pocomtuc a 1636. oni prodaju svoju zemlju William Pynchonu na kojemu će niknuti gradovi, Springfield, Agawam, West Springfield i Longmeadow.
Značenje riječi Agawam, plemena kod Springfielda, prevodi se kao "crooked river", i odnosi se na rijeku Connecticut koja protječe kroz zemlje ovoga plemena. Imena ostala dva Agawam plemena prevode se drugačije.

## Vanjske poveznice
- Indian Deed  Arhivirana inačica izvorne stranice od 26. siječnja 2007. (Wayback Machine)